# Uta Frith
Uta Frith, unrsprungligen Aurnhammer, född 25 maj 1941 i Rockenhausen, Tyskland, är en tysk-brittisk psykolog. Hon är en framstående forskare vad gäller autism och Aspergers syndrom.